# Contea di Whitman
La contea di Whitman (in inglese Whitman County) è una contea dello Stato di Washington, negli Stati Uniti. La popolazione a una stima del 2014 era di 46 827 abitanti. Il capoluogo di contea è Colfax.

## Geografia
La contea si trova nel  sud-est dello Stato, al confine con l'Idaho. Si colloca nella regione di Palouse e il territorio è collinare e ricoperto di praterie. Il confine sud è segnato dal fiume Snake.
Nella cittadina di Pullman, la più grande della contea, ha sede l'Università statale del Washington.

### Contee confinanti
- Contea di Spokane - nord
- Contea di Benewah (Idaho) - nord-est
- Contea di Latah (Idaho) - est
- Contea di Nez Perce (Idaho) - sud-est
- Contea di Asotin - sud-est
- Contea di Garfield - sud
- Contea di Columbia - sud-ovest
- Contea di Franklin - sud-ovest
- Contea di Adams - ovest
- Contea di Lincoln - nord-ovest

## Storia
La contea fu chiamata così in onore di Marcus Whitman, un missionario ucciso dai Cayuse. La contea du istituita nel 1871.

## Comuni[4]

### Cities
- Colfax (capoluogo)
- Palouse
- Pullman
- Tekoa

### Towns
- Albion
- Colton
- Endicott
- Farmington
- Garfield
- La Crosse
- Lamont
- Malden
- Oakesdale
- Pine City
- Rosalia
- Saint John
- Uniontown